# Renaissance culturelle roumaine
La Renaissance culturelle roumaine (roumain : Renașterea culturală română) est un mouvement d’émancipation idéologique, philologique, linguistique et philosophique qui se développe à partir du XVIIIe siècle en Transylvanie, dans les Principautés danubiennes de Moldavie et de Valachie, et dans les régions voisines peuplées de roumanophones. Il s’inspire des idées et les valeurs des Lumières véhiculées par des lettrés comme Rigas Véléstinlis qui séjourna à Bucarest, également impliqué dans la renaissance culturelle grecque.

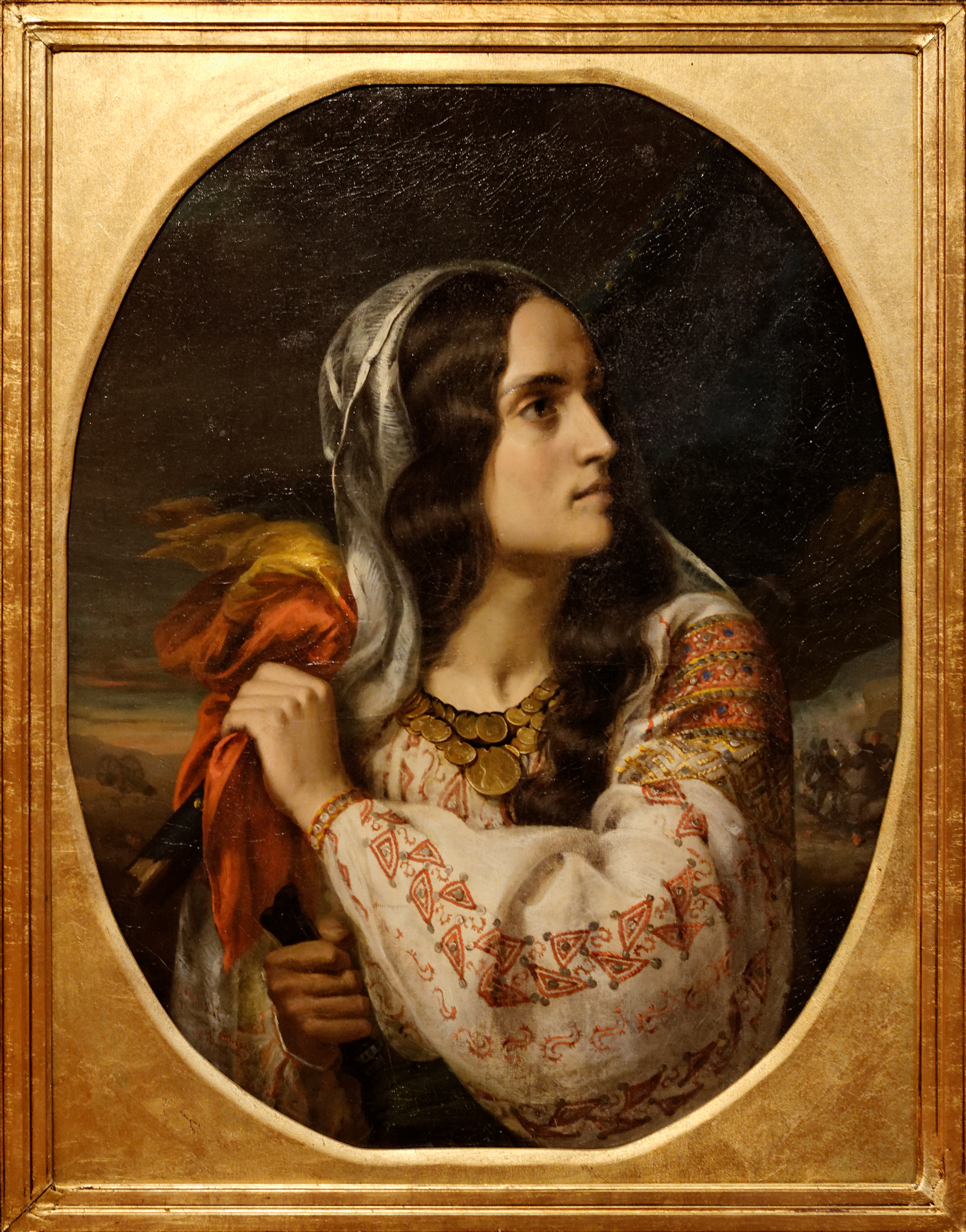
La Roumanie révolutionnaire, par Constantin Daniel Rosenthal (1850).

## Origines

### Rôle de la langue
Avant l’émergence de l’État roumain moderne en 1859, les roumanophones avaient conscience de parler, à peu de nuances près, la même langue et d’avoir les mêmes coutumes, croyances et origines, quelle que soit la souveraineté politique dont ils étaient sujets : le terme român (« roumain ») est en effet attesté comme endonyme dès le XVIe siècle par des sources multiples et concordantes. Il ne s’agissait pas d'une identité nationale au sens moderne du terme, mais des lettrés comme Miron Costin, Grigore Ureche ou Dimitrie Cantemir, dont les écrits étaient diffusés par les précepteurs, les instituteurs (roumain : dascăli) et les popes, contribuaient à entretenir cette conscience collective d’appartenir à un même peuple.

### Rôle du souvenir des franchises perdues
Depuis le Moyen Âge, les roumanophones vivaient en « valachies » (nom commun), communautés autonomes rurales et pastorales régies par une charte de franchises dénommée « droit valaque » (en ancien roumain λеџѩ стръмошѩскѣ -legea strămoșească soit « droit ancestral ») et dirigées par des joupans et des boyards qui y rendaient la justice, levaient la troupe, collectaient l’impôt et veillaient au partage des droits de pâturage, de meunerie, de pêche, chasse, cueillette et bûcheronnage. Dans la principauté de Transylvanie, les « valaques » formaient une « Universitas Valachorum » regroupant toutes les « valachies », statut qu’ils perdirent en 1438 à la suite de l’échec de la Révolte de Bobâlna et à la constitution de l’« Union des trois nations », qui leur ôte la plupart de leurs droits et franchises, et les exclut de la vie politique transylvaine au profit des aristocrates hongrois, des Sicules et des Saxons,. Toutefois, même réduits au servage, les Roumains n’oublient pas leurs anciens droits perdus, et ce souvenir contribuera à la renaissance culturelle roumaine.

### Rôle des élites roumaines et phanariotes

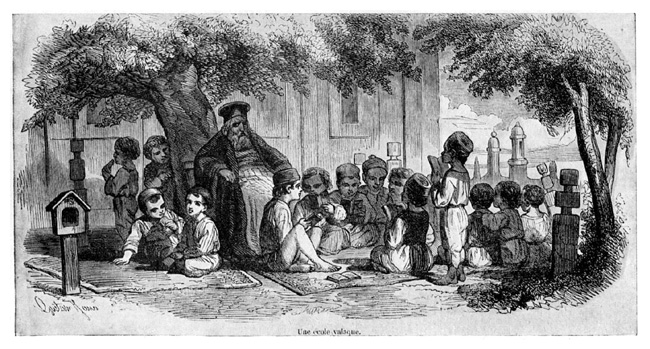
Pope bucarestois en 1842, coiffé du chamilauque, dans son rôle d’instituteur (dascăl).

La Renaissance culturelle prit son élan grâce à la puissance économique de la noblesse roumaine et des riches bourgeois qui financèrent les études de nombreux jeunes Roumains dans les universités de la Renaissance dans les États d’Italie, de l’Empire germanique et de la France. Inversement de nombreux précepteurs, majordomes, intendants, gouvernantes, nourrices, médecins, juristes ou administrateurs des boyards roumains et des princes phanariotes étaient originaires d’Europe occidentale, notamment de France et d’Italie, et beaucoup étaient imprégnés par l’esprit des Lumières et par l’idée qu’un peuple parlant une même langue devrait s’unir pour former une nation au lieu d’être divisé et exploité entre une multitude de principautés aristocratiques comme celles d’Allemagne et d’Italie. L’unité roumaine est un projet qui découle de la même philosophie que l’unité allemande et l’unité italienne.
Ce fut la richesse des classes privilégiées qui fournit la base matérielle nécessaire au renouveau intellectuel du XVIIIe siècle à 1859. Cet esprit diffusait aussi à travers les élites grecques phanariotes très présentes dans les Principautés roumaines de Moldavie et Valachie. Beaucoup de Phanariotes occupaient des postes administratifs importants, et étaient membres de droit de la noblesse des Principautés roumaines : plusieurs dizaines furent, à ce titre, élus hospodars, c’est-à-dire princes régnants de ces États chrétiens (où la monarchie était élective) vassaux du Sultan turc.
La plupart des hospodars agissaient en mécènes de la culture, de l’éducation et de l’imprimerie des principautés roumaines. Les académies princières de Jassy et Bucarest attiraient les enseignants et les élèves chrétiens de l’Empire ottoman. Elles avaient des contacts avec les universités d’Europe Centrale et Occidentale. Les jeunes boyards roumains ou grecs phanariotes se sont ainsi familiarisés non seulement avec les idées des Lumières, mais aussi avec celles de la Révolution française. Pour la plupart, les classes privilégiées ne remirent pas en question la suzeraineté ottomane, car les Principautés roumaines étaient déjà autonomes,. Les élites économiques ne jouèrent donc pas un rôle politique direct dans la renaissance culturelle roumaine, mais leur soutien financier a largement encouragé celle-ci.

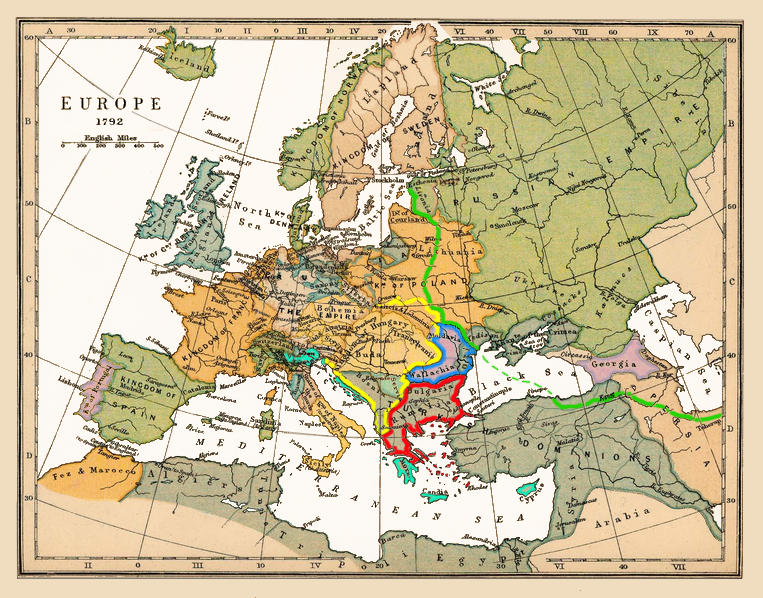
Projet grec : les projets de l’impératrice Catherine II pour les Balkans : en rouge l’« Empire néobyzantin », en bleu le « royaume de Dacie ».

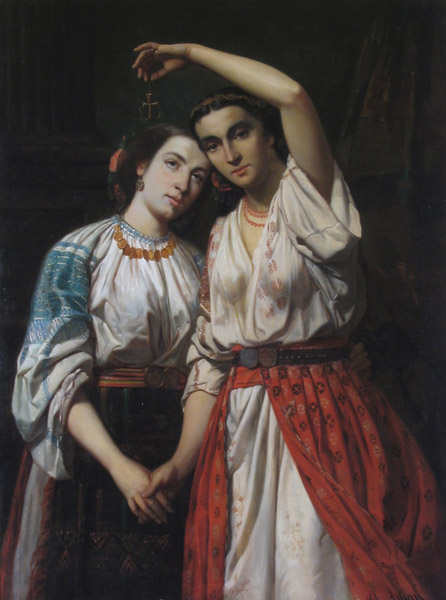
Valachie (bleu) et Moldavie (rouge), par Theodor Aman, 1856.

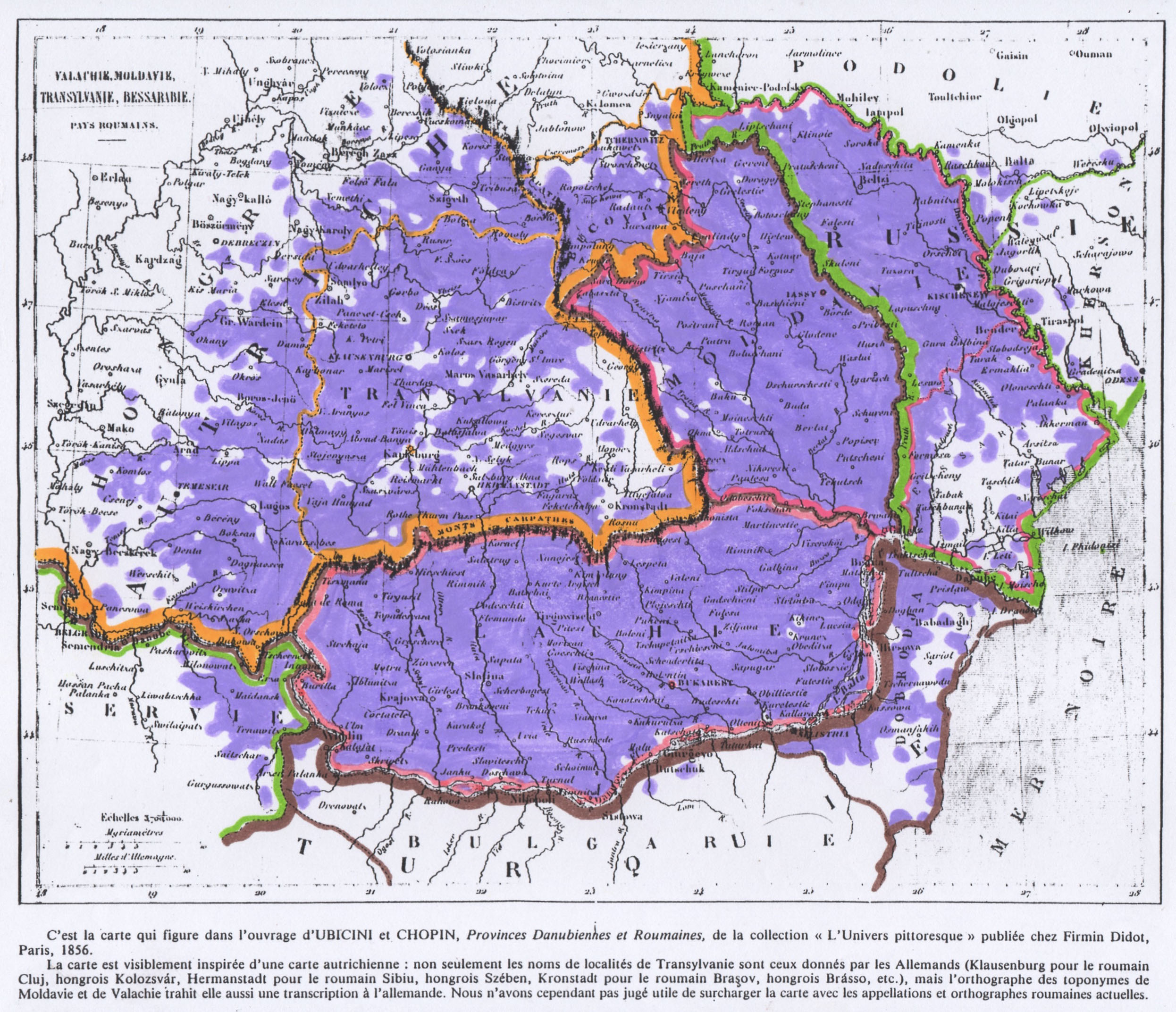
Carte de Chopin et Ubicini, Provinces danubiennes et roumaines, ed. Firmin Didot, Paris 1856 : en violet, les habitats des roumanophones.

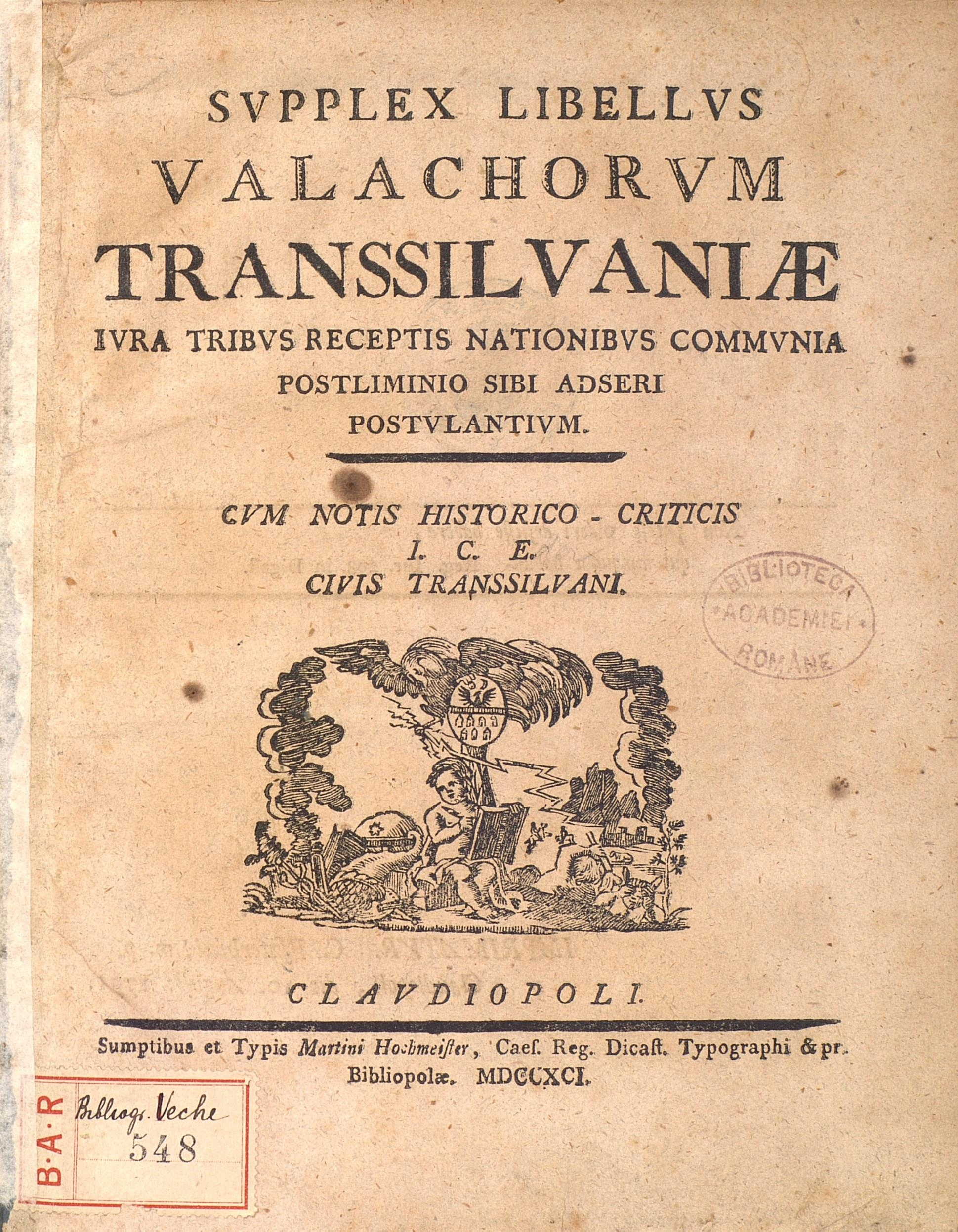
Sept ans après la révolution transylvaine de 1784, sont publiées les revendications des Valaques transylvains en 1791 : l'une des sources de l'École transylvaine.

### Rôle de la géopolitique
À la fin du XVIIIe siècle, l’impératrice Catherine II fit de l’Empire russe orthodoxe un pouvoir dominant au Moyen-Orient après la première guerre contre l'empire ottoman. Son « projet grec » visait à expulser les Turcs d'Europe et in fine à reconstruire l’Empire byzantin pour le donner à son petit-fils Constantin. Cet empire néo-byzantin, qui aurait eu pour capitale Constantinople, aurait englobé la Grèce, la Thrace, la Macédoine et la Bulgarie, tandis que les Principautés roumaines auraient formé un « royaume de Dacie » promis à Grigori Potemkine, favori de l’impératrice. Le reste des Balkans, c’est-à-dire la Bosnie, la Serbie et l’Albanie, aurait été donné en compensation à l’Autriche. Venise aurait obtenu la Morée, la Crète et Chypre,. Même s’ils restèrent dans les cartons, ces projets séduisirent une partie des boyards et la majorité des lettrés roumains, qui y virent la matrice d’une future nation roumaine indépendante.
Au traité de Koutchouk-Kaïnardji, signé en 1774 entre les Ottomans et les Russes, ces derniers obtinrent le droit d'intervenir comme protecteurs des sujets ottomans orthodoxes en général, un droit utilisé pour intervenir dans les Principautés roumaines en particulier. Ainsi, de 1834 à 1854, une loi organique dite « Règlement organique », qui développait la Constitution (roumain : Marele Hrisov) promulguée en 1741 par le hospodar Constantin Mavrocordato, y fut instituée sous la régence du général russe Paul Kisseleff qui se comporta bien davantage en philosophe et administrateur éclairé, qu'en occupant.
Dans la seconde moitié du XIXe siècle, les bouches du Danube sont un enjeu géopolitique entre la Russie, la Turquie et l’Angleterre, tandis que la France, en perte de vitesse, s’investit dès lors dans la guerre de Crimée (1856) mais aussi dans un fort soutien diplomatique aux élites roumaines désireuses de constituer un État roumain unitaire, « tête de pont » francophile et constitutionnelle entre les Empires absolutistes voisins, russe, autrichien et turc.

## Développement
Cet environnement représentait pour les jeunes Roumains instruits une chance de réaliser leurs idéaux. On remarquera que l'un des auteurs de la Géographie Moderne (un des travaux les plus fameux de cette époque, publié à Leipzig en 1816) était Daniel Philippidès (ro) qui, le premier, emploie dans cet ouvrage le nom « Romanie » pour désigner les divers pays habités par des roumanophones.
Durant cette période, des princes (Alexandru IV Lăpușneanu, Radu Șerban, Șerban Cantacuzène et Antioche Cantemir) et des lettrés fondent des académies (en 1561 à Cotnari en Moldavie, en 1603 à Târgoviște et en 1688 à Bucarest en Valachie, en 1707 à Jassy en Moldavie ; les princes Constantin Brâncoveanu et Dimitrie Cantemir accomplissent des réformes juridiques et fiscales dans un sens plus équitable, et en 1741, le hospodar Constantin Mavrocordato instaure en Valachie une Constitution (Marele Hrisov), avant d’abolir le servage en 1746 – 49 en Valachie et en Moldavie, où il règne successivement. En 1780, la Pravilniceasca Condică, code juridique rédigé par le hospodar Alexandre Ypsilantis (ancêtre d’un autre Alexandre Ypsilántis célèbre en 1821) instaure la notion de citoyenneté. Le hospodar moldave Ioan Sturdza lève les restrictions religieuses légales en 1823, commence une réforme agraire en sécularisant les domaines ecclésiastiques, et émancipe les Roms,. Des sociétés mi-littéraires, mi-politiques, plus ou moins secrètes, comme Frăția (ro) (« Fraternité ») ou Junimea (« Jeunesse ») se constituent sur le modèle de la Filikí Etería (« Société des Amis » en grec, organisation secrète du début du XIXe siècle dont le but était d'abattre le joug ottoman et d’établir un État laïc multinational fondé sur les principes humanistes du siècle des Lumières) : de nombreux jeunes roumains et phanariotes comptent parmi leurs membres.
Les révolutions roumaine et grecque de 1821 et européenne de 1848 soulèvent les deux principautés, contrairement à ce qu’indiquent les nombreuses cartes historiques non-roumaines qui, les prenant pour des provinces ottomanes, n’y marquent aucun signe de révolution locale, au motif que celle-ci n’a pas touché l’Empire turc. Les réformes du prince Ioan Sturdza, entre autres, sont des conséquences de la révolution de 1821. Ces réformes seront poursuivies après des interruptions par Alexandre Jean Cuza, et ne sont pourtant qu’un début : il faudra attendre 1921 pour voir disparaître, dans la législation roumaine, les dernières traces juridiques du statut spécifique des principautés roumaines aux marges de l’Empire ottoman. Toutefois, ces principautés étaient dotées de constitutions, pourvues de facultés et libérées du servage près d’un siècle avant les grands empires absolutistes voisins.
La renaissance culturelle roumaine concerna aussi la standardisation et l'écriture de la langue, le passage de l'alphabet cyrillique roumain à l'alphabet latin (effectif en 1865) et la réhabilitation des noms autochtones des lieux, qui n'étaient pas officiels, seules les formes allemandes ou hongroises étant officielles en Autriche-Hongrie, seules les formes russes étant officielles en Bessarabie, et seules les formes turques étant officielles dans le Boudjak et la Dobroudja.

## Conséquences

### Revendications, révolutions et émancipations
En Transylvanie, la renaissance culturelle roumaine se manifeste au XVIIIe siècle par la remise en cause des privilèges de l’« Union des trois nations » regroupant les aristocrates hongrois, les Sicules et les Saxons. Le fer de lance de ce mouvement est l’École transylvaine (Școala Ardeleană) qui, outre la mise en place d’un système éducatif en roumain et la promotion de la littérature roumaine, s’implique aussi sur le plan politique en réclamant la restauration du statut de « Quatrième nation » pour les « Valaques » de Transylvanie. Le memorandum des Roumains transylvains intitulé Supplex Libellus Valachorum (ro), rédigé à partir de 1784-85 en latin, contient une liste de revendications très semblable à celle de la déclaration d'indépendance des États-Unis (1776) et de la déclaration française des droits de l'homme et du citoyen (1789). Les rédacteurs ont été Ignatie Darabant, évêque gréco-catholique d'Oradea, puis Samuil Micu Klein, Petru Maior, Gheorghe Șincai, Ioan Piuariu-Molnar, Iosif Meheși, Ioan Budai-Deleanu, Ioan Para et d'autres. Ce texte fut porté à Vienne par Ioan Bob, évêque gréco-catholique de Blaj, et par Gherasim Adamovici, évêque orthodoxe de Transylvanie. Il était signé « au nom de la nation roumaine et de ses ordres Clerus, Nobilitas, Civicusque Status Universae Nationis in Transilvania Valachicae ».

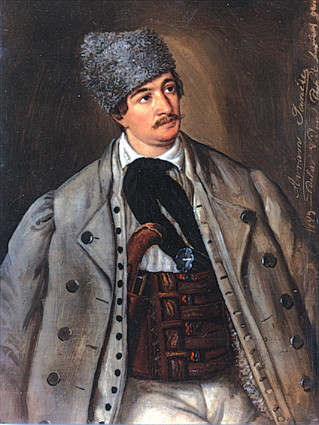
Le révolutionnaire transylvain Avram Iancu en 1848.

Après avoir contribué à déclencher la première révolution transylvaine de 1784, la première révolution moldo-valaque en 1821 et la seconde révolution moldo-valaque-transylvaine en 1848, la renaissance culturelle roumaine aboutit à la fusion des deux principautés en 1859 pour former la Roumanie dont l'indépendance est internationalement reconnue en 1878, au Congrès de Berlin.
Lorsque le mouvement d’émancipation roumain a commencé à émerger sous l’influence des Lumières, ses revendications ont remis en question l’ordre politique, social et économique antérieur, et lorsqu’en 1918 l’unité roumaine s’est politiquement accomplie, les minorités jadis favorisées, comme les Allemands et Magyars des territoires anciennement austro-hongrois (notamment la noblesse hongroise), ou bien les Russes des territoires anciennement russes, ont perdu leurs avantages et ont protesté avec d’autant plus de véhémence, que la démocratie parlementaire, instaurée en 1921, le leur permettait. En effet, renaissance culturelle roumaine s'est poursuivie après la constitution de l'État roumain unitaire en 1918, par exemple à travers la multiplication du nombre des écoles primaires, des dispensaires, des universités et des hôpitaux, et par les réformes parlementaires, sociales et agraires des années 1921-1924. L'hymne de la Roumanie, Deșteaptă-te, române ! (« Éveille-toi, Roumain ! », 1848) est un témoignage et un héritage du mouvement d’émancipation roumain.
En Bessarabie, la renaissance culturelle roumaine s’est manifestée par la résistance essentiellement linguistique et littéraire à la politique de russification pratiquée, ici comme ailleurs, par l’Empire russe de 1812 à 1917 puis par l’URSS de 1940 à 1941 et de 1944 à 1989, et par des mouvements politiques d’émancipation en 1917-1918 avec l’indépendance de la république démocratique moldave (à la faveur de la dislocation de l’Empire russe), et en 1989-1992 avec le rétablissement du roumain comme langue officielle (à la faveur de la glasnost et de la perestroïka) et l’indépendance de la république de Moldavie (à la faveur de la dislocation de l'URSS).

### Réactions

#### Favorables
Le mouvement d’émancipation roumain a suscité des réactions diverses. Du côté français, au XVIIIe siècle, la constitution Marele Hrisov du hospodar Constantin Mavrocordato a été publiée in extenso dans le Mercure de France de juillet 1742 et la révolution de 1784 y a également été relatée en termes élogieux pour les insurgés. Des lettrés comme Émile Ollivier, Edgar Quinet et Élisée Reclus ont, vers le milieu du XIXe siècle, décrit le peuple roumain en termes sympathiques et, suivant le vœu des « éveilleurs de la nation » (deșteptătorii neamului), ont introduit dans le langage courant le gentilé « roumains », « roumaines », issu de l’endonyme de ces populations, à la place de Danubiennes, Valaques, Moldaves ou Moldo-Valaques.

#### Hostiles
Comme on pouvait s’y attendre, le mouvement d’émancipation roumain, ainsi que les louvoiements des élites roumaines cherchant à élargir leur marge de manœuvre en jouant sur les rivalités entre les Kaisers autrichiens, les Sultans ottomans et les Tzars russes, ont été à juste titre perçus comme un danger pour la stabilité des Empires absolutistes voisins. Au XVIIIe siècle et au XIXe siècle, les réactions défavorables aux Roumains se multiplient dans ces Empires. Bien établie, la réputation des « valaques fourbes », commune aux trois Empires, transparaît jusque dans l’œuvre de Sophie Rostopchine. Au début du XIXe siècle, Johann Christian von Engel (en) publie ses Histoires de la Moldavie et de la Valachie qui présentent les « valaques » comme un peuple primitif et fruste, et leurs anciens voïvodes comme des fourbes et des monstres assoiffés de sang (ce qu’Ármin Vámbéry, professeur à l’université de Budapest, transmettra à Bram Stoker qui le citera dans son roman Dracula en tant qu’Arminius Vambery).
Sur le plan historique, une multitude d’auteurs issus de ces trois Empires se sont efforcés, par la méthode hypercritique, de réfuter les arguments des historiens roumains à propos de l’origine des roumanophones pour nier leur ancienneté dans les territoires dont ils revendiquaient l’autonomie ou l’union en un seul État, afin de délégitimer l’irrédentisme roumain. L’emploi de cette méthode hypercritique a produit dans la cartographie historique et dans la majeure partie des sources secondaires l'impression que les locuteurs des langues romanes orientales ont disparu au IIIe siècle pour réapparaître inexplicablement après un millénaire d'absence,. Selon ces thèses, Danube et Carpates étaient, avant le XIIIe siècle, d'infranchissables frontières pour les ancêtres des Roumains, mais pas pour ceux des Slaves ou des Magyars ; quant aux valachies médiévales, elles ne sont pour l'historiographie hongroise moderne rien de plus que des exemptions de taxes accordées par les rois de Hongrie à leurs nobles pour défricher des terres royales avec des ouvriers agricoles valaques importés des Balkans.
L’histoire du XXe siècle a, elle aussi, produit des réactions hostiles dans le contexte de la grande Dépression qui a attisé, en Roumanie comme ailleurs, le nationalisme. Comme ailleurs en Europe, celui-ci s’est teint de xénophobie,,. La dictature fasciste (les régimes « national-légionnaire » et d’Antonescu), la guerre de la Roumanie contre l’URSS de 1941 à 1944 et la Shoah roumaine survenues pendant la Seconde Guerre mondiale ont été, après la guerre, décrites du côté Allié comme des « conséquences logiques » de l’identité nationale roumaine elle-même, qui serait, selon ce point de vue, « intrinsèquement fasciste, xénophobe et antisémite », tandis que côté Allemand, la volte-face de la Roumanie passant dans le camp Allié en août 1944 sembla confirmer les vues de Johann Christian von Engel sur la « fourberie atavique » des Roumains. La résistance en Roumanie pendant la Seconde Guerre mondiale et la contribution du pays du côté Allié ne figurent pas dans les sources secondaires, et les rares fois où la résistance anti-totalitaire contre le régime communiste de Roumanie est présentée, c’est comme un mouvement « nationaliste et fasciste »,, alors que 65 % des résistants étaient des paysans pauvres sans étiquette, 15 % provenaient des partis communiste et socialiste, 11 % des partis démocratiques de centre-droit d'avant-guerre et seulement 9 % de la mouvance fasciste et légionnaire,.
Toujours après la guerre, en Moldavie sous domination soviétique, mais aussi aux yeux des mouvements politiques pro-russes du pays depuis son indépendance, le mouvement d’émancipation local a constamment été perçu et décrit comme une manifestation de l’« impérialisme roumain, lui-même marionnette de l’impérialisme occidental ». La dissidence moldave se manifeste entre 1969 et 1971 par l’apparition d’un « Front patriotique » clandestin créé par des jeunes intellectuels à Chișinău, qui rassemble plus d’une centaine de membres luttant pour le respect par l’URSS des accords d’Helsinki. En décembre 1971, Iouri Andropov, chef du KGB, fait arrêter trois des chefs du Front patriotique, Alexandru Usatiuc-Bulgar, Gheorghe Ghimpu et Valeriu Graur, de même qu’Alexandru Soltoianu, chef d’un mouvement clandestin similaire en Bucovine du Nord, qui seront condamnés à de longues peines de Goulag. Ces dissidents opposés au pouvoir de l’URSS, alors totalitaire, ne souhaitaient pas proposer un autre modèle politique mais, note le Pierre Manent, forcer les autorités à « respecter un certain nombre de principes élémentaires, principes du reste que ledit régime a souvent inscrits dans sa Constitution. De son côté, le régime soviétique, tout en emprisonnant ou déportant les dissidents, ne peut guère se déclarer officiellement hostile aux droits de l’homme. De sorte que pays démocratiques et communistes signeront les accords d’Helsinki dont le troisième volet comporte l’affirmation d’un certain nombre de droits fondamentaux comme celui de la libre circulation des personnes ».

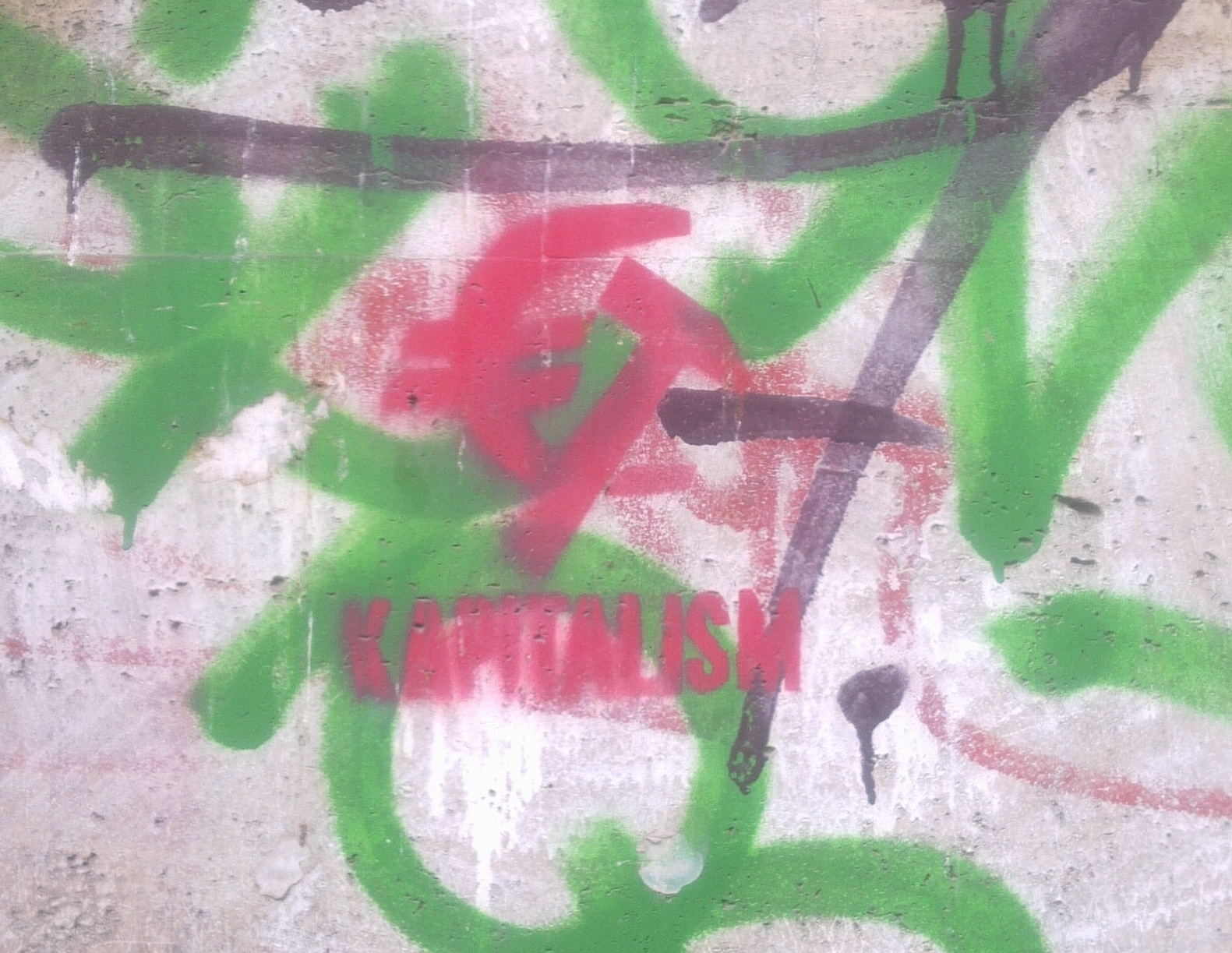
L'esprit de la renaissance culturelle au XXIe siècle : tag dénonçant la corruption et le populisme des élites économiques et politiques, sur un mur voisin de la bibliothèque Cărtărescu à Bucarest.

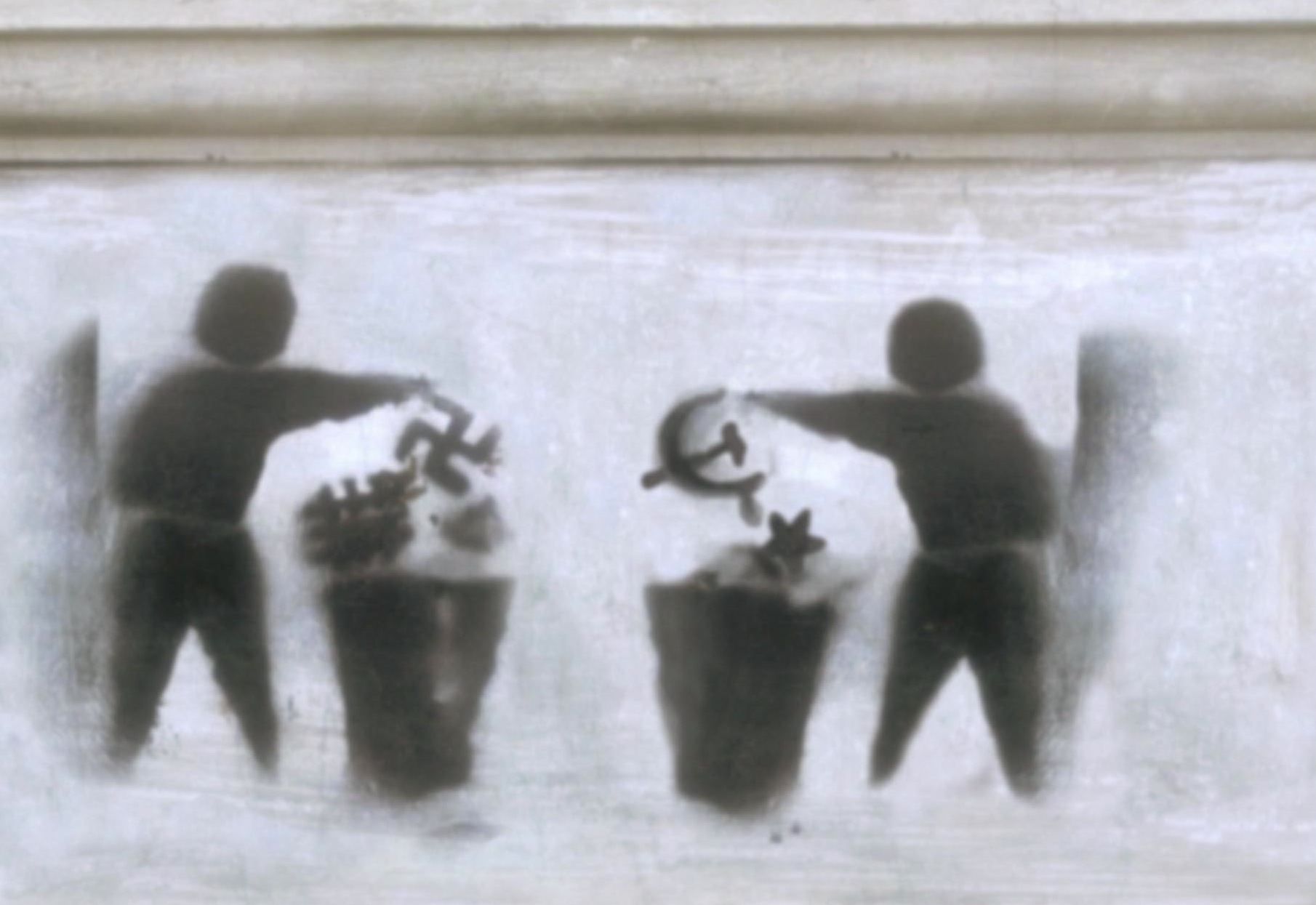
Tag anti-totalitaire.

## Récupération nationaliste et résistance humaniste
Les nationalistes, en particulier les protochronistes, utilisent la dénomination de « Renaissance nationale de la Roumanie » (roumain : Renașterea națională a României) conformément à l’idée que les Roumains auraient formé une nation ethnique et créé un pays unitaire bien avant le XVIIIe siècle. Le protochronisme ayant été élevé au rang d’histoire officielle durant la dictature de Nicolae Ceaușescu, reste très influent depuis la fin de son régime, et beaucoup de Roumains éduqués dans cette idée sont protochronistes sans forcément le savoir,, dans le contexte d’une vie politique riche en intrigues, changements de cap, affrontements, clientélismes, corruptions et scandales divers, et de discours populistes portés par des partis nationalistes comme le PRM.
En Roumanie et république de Moldavie post-communistes, et au XXIe siècle, la renaissance culturelle roumaine dans sa forme initiale, émancipatrice, se manifeste surtout à travers les mouvements de jeunesse culturels des générations nées depuis la fin de la dictature, qui, depuis 2015 et surtout depuis 2017, protestent pacifiquement contre cette récupération nationaliste, contre le populisme outrancier, les abus de pouvoir et la corruption des apparatchiks issus de la nomenklatura et devenus les oligarques d’un capitalisme de connivence, entretenant la crise financière et paupérisant une partie de la population,.

## Personnalités de la renaissance culturelle roumaine
Les acteurs de la renaissance culturelle du passé étaient couramment appelés en roumain : eteriști (« hétairistes » : membres de la « Société des Amis »), pașoptiști (« quarante-huitards ») ou farmazoni (« pharmaçons »), mais aussi, de manière plus flatteuse, deșteptătorii neamului (« éveilleurs de la nation »),. Les plus connus sont :
- Vasile Alecsandri
- Petru Pavel Aron
- Gheorghe Asachi
- Anton Bacalbașa (ro)
- George Barițiu
- Nicolae Bălcescu
- Simion Bărnuțiu
- Dimitrie Bolintineanu
- Cezar Bolliac
- Dimitrie Cantemir
- Timotei Cipariu
- Ioan Budai Deleanu (ro)
- Alexandre Jean Cuza
- Ignatie Darabant (ro)
- Carol Davila
- Constantin Dobrogeanu-Gherea
- Preda Drugănescu (ro)
- Manole Epureanu
- Avram Iancu
- Ion Ionescu de la Brad (ro)
- Ion Ghica
- Alexandru C. Golescu (ro)
- Dinicu Golescu (ro)
- Spiru Haret
- Ion Heliade Rădulescu
- Constantin Hurmuzachi (ro)
- Ana Ipătescu (ro)
- Mihail Kogălniceanu
- Gheorghe Lazăr
- Iosif Meheși
- Gheorghe Magheru (ro)
- Petru Maior (ro)
- Titu Maiorescu
- Samuil Micu Klein
- Eftimie Murgu
- Costache Negri (ro)
- Constantin Negruzzi
- Ioan Para (ro)
- Grigorie Pișculescu
- Ioan Piuariu-Molnar (ro)
- Eufrosin Poteca
- Constantin Alexandru Rosetti
- Gheorghe Șincai
- Mihail Ștefănescu (ro)
- Vasile Urechea Alexandrescu
- Ienăchiță Văcărescu
- Tudor Vladimirescu.

Au XXIe siècle, des intellectuels comme Mircea Cărtărescu ou Laura Pavel et des politiques comme Maia Sandu et  Klaus Iohannis respectivement présidents de Moldavie et de Roumanie, essaient de renouer avec les valeurs de l’humanisme des Lumières, mais leur influence sur la société actuelle est moindre que celle de leurs adversaires de l’oligarchie héritière de la nomenklatura de la dictature communiste, qui domine toujours les parlements, les médias et l’essentiel de l'économie,.